# Kinesiska måttsord
I kinesiska används måttsord eller räknemarkörer (量词 liàng cí) tillsammans med räkneord för att kvantifiera föremål, levande som döda, och tillsammans med demonstrativa och interrogativa pronomen för att specificera vissa objekt; något som kan påminna om och nästan alltid bör översättas med bestämd form i svenskan.
Att ange antal för något i kinesiska kräver mer än bara ett räkneord och ett substantiv. Språket kräver även att man väljer ur en rik flora av måttsord. Det finns två typer av dessa; en för substantiv och en för verb, där den senare används för att ange hur många gånger verbet/handlingen sker. Måttsord är mycket vanligt förekommande även i indoeuropeiska språk och svenska är inget undantag. Om vi tar ordet "kaffe", kan vi skilja på mängd, serverings- och förpackningstyp m.m. med modifierande måttsord tillsammans med ett givet antal: "kanna", "sort", "kopp", "mugg", "ask", "burk", "hekto", "ton" osv. Även "buske" eller "blad" är tänkbart om man skulle vilja specificera mängden kaffe som botanisk företeelse i stället för den bearbetade konsumtionsprodukten. Det som skiljer detta bruk åt från kinesiskans är att meningen "Kan jag få en kaffe, tack?" skulle vara en fullt godtagbar sats på svenska, medan den på kinesiska skulle betraktas som grammatiskt ofullständig. Anger man ett visst antal av något, även om det bara rör sig om ett exemplar, kräver kinesiskan att man även skjuter in ett måttsord.
Användning och tillämpning varierar mellan enskilda användare och olika dialekter. För att ange betydelse av "tre stycken bilar" kan följande uttryck användas: 三部车 (三部車), 三台车 (三台車), 三辆车 (三輛車) och 三架车 (三架車), där de tre första kan bero på individuellt val och den sista är ett typiskt kantonesiskt måttsord.
Vissa måttsord är rena enhetsmarkörer, som alla språk i någon mån kräver för att beteckna mängd som meter, kilogram, sekund etc. Dessa anges först, sen måttsord för substantiv och sist måttsord för verb.
Första kolumnen innehåller den förenklade varianten av tecknet för måttsordet, den andra kolumnen anger traditionella varianten, den tredje anger uttal i pinyin och den fjärde förklarar hur den vanligtvis används. Citationstecken anger den bokstavliga betydelsen av måttsordet. Märk väl att denna lista ingalunda bör betraktas som vare sig komplett eller normerande.

## Nominalklassificerare

### Rena enheter
| 1                                | 2             | Pinyin              | Användning                                       |
| Tid                              | Tid           | Tid                 | Tid                                              |
| -------------------------------- | ------------- | ------------------- | ------------------------------------------------ |
| 秒                               |               | miǎo                | "sekund"                                         |
| 分                               |               | fēn                 | "minut"                                          |
| 刻                               |               | kè                  | "kvart","15 minuter"                             |
| 小时 eller 钟                    | 小時 eller 鐘 | xiǎoshí eller zhōng | "timme"                                          |
| 时辰 (ålderdomlig form)          | 時辰          | shíchén             | "2 timmar"                                       |
| 天 eller 日                      |               | tiān eller rì       | "dag"                                            |
| 年 eller 载                      | 年 eller 載   | nián eller zǎi      | "år"                                             |
| Vikt                             |               |                     |                                                  |
| 斤                               |               | jīn                 | "pund","halvkilo"                                |
| 公斤                             |               | gōngjīn             | "kilogram"                                       |
| 吨                               | 噸            | dūn                 | "ton"                                            |
| Längd                            |               |                     |                                                  |
| 公分 eller 厘米 (mindre vanligt) |               | gōngfēn eller límǐ  | "centimeter"                                     |
| 寸                               |               | cùn                 | "tum"                                            |
| 尺                               |               | chǐ                 | "fot"                                            |
| 米 eller 公尺 (mindre vanligt)   |               | gōngchǐ eller mǐ    | "meter"                                          |
| 里                               |               | lǐ                  | "lǐ", halvkilometer                              |
| 公里                             |               | gōnglǐ              | "kilometer"                                      |
| Yta                              |               |                     |                                                  |
|                                  | 青            | qing                | "qing", motsvarar ungefär 6,14 hektar            |
| Pengar                           |               |                     |                                                  |
| 元                               |               | yuán                | "yuan", "¥" (huvudenhet för pengar)              |
| 块                               | 塊            | kuài                | "yuan", "¥" (slang i stil med "pix" och "spänn") |
| 交                               |               | jiāo                | "jiao", "tioöring"                               |
| 毛                               |               | máo                 | "jiao", "tioöring" (vardagsspråk)                |
| 分                               |               | fēn                 | "fēn", "öre"                                     |

### Mer idiomatiska begrepp
| 1  | 2  | Pinyin  | Användning |
| 把 |    | bǎ      | "handfull"; föremål som kan hållas i ett tänkt handtag (nycklar, knivar, stolar)                                     |
| 班 |    | bān     | tidtabellsenliga företeelser (tåg, bussar.)                                                                          |
| 包 |    | bāo     | "paket", "knyte" |
| 杯 |    | bēi     | "kopp"; drycker |
| 本 |    | běn     | "volym"; inbundna trycksaker (böcker)                                                                                |
| 笔 | 筆 | bǐ      | stora kvantiteter pengar                                                                                             |
| 部 |    | bù      | romaner, filmer |
| 册 |    | cè      | bokvolymer, förväxlas ej med běn                                                                                     |
| 层 |    | céng    | "våning", "lager" — byggnader                                                                                        |
| 场 |    | chǎng   | offentliga framträdanden                                                                                             |
| 床 |    | chuáng  | "säng" — filtar, lakan                                                                                               |
| 次 |    | cì      | "tid" — tillfällen, olyckor                                                                                          |
| 道 |    | dào     | "väg"; linjära projektioner (exempelvis ljusstrålar), order givna av auktoriteter                                    |
| 滴 |    | dī      | vatten, blod, diverse vätskor                                                                                        |
| 点 | 點 | diǎn    | idéer, uppslag, förslag                                                                                              |
| 顶 |    | dǐng    | föremål med utstickande överdel som hattar                                                                           |
| 栋 |    | dòng    | byggnader |
| 都 |    | dǔ      | väggar och tillhörande föremål                                                                                       |
| 段 |    | duàn    | kablar, vägar |
| 对 | 對 | duì     | "par"; människor |
| 顿 |    | dùn     | måltider |
| 朵 |    | duǒ     | blommor, moln |
| 份 |    | fèn     | portioner |
| 封 |    | fēng    | brev, post |
| 幅 |    | fú      | konstföremål (till exempel tavlor)                                                                                   |
| 服 |    | fù      | "dos"; (kinesisk) medicin                                                                                            |
| 副 |    | fù      | föremål som förekommer parvis (handskar m.m.)                                                                        |
| 个 | 個 | ge (gè) | enskilda saker, människor— universalmåttsord som kan användas när man inte vet vilket annat måttsord som är lämpligt |
| 根 |    | gēn     | smala, avlånga föremål (nålar, pelare)                                                                               |
| 行 |    | háng    | föremål som bildar rader (ord m.m.)                                                                                  |
| 户 |    | hù      | hushåll |
| 伙 |    | huǒ     | nedsättande beteckning på människor som brottslingar                                                                 |
| 家 |    | jiā     | samlingar av människor (familjer, företag)                                                                           |
| 架 |    | jià     | flygplan, pianon |
| 间 | 間 | jiān    | rum |
| 件 |    | jiàn    | material, kläder, m.m.                                                                                               |
| 节 | 節 | jié     | "sektion"; bambu, etc.                                                                                               |
| 届 |    | jiè     | schemalagda sammankomster                                                                                            |
| 句 |    | jù      | rader, meningar |
| 棵 |    | kē      | träd och liknande växter                                                                                             |
| 颗 |    | kē      | små föremål (hjärtan, pärlor, tänder) även föremål som framstår som små (avlägsna himlakroppar)                      |
| 口 |    | kǒu     | bybor, familjemedlemmar                                                                                              |
| 块 |    | kuài    | "stycke", "klump", "bit"; jord, stenar m.m.                                                                          |
| 类 | 類 | lèi     | föremål av samma typ                                                                                                 |
| 粒 |    | lì      | "korn" |
| 辆 | 輛 | liàng   | fortskaffningsmedel som bilar och cyklar                                                                             |
| 列 |    | liè     | tåg |
| 门 | 門 | mén     | abstrakta akademiska företeelser (kurser, ämnen)                                                                     |
| 面 |    | miàn    | platta saker med jämn yta (speglar, flaggor)                                                                         |
| 名 |    | míng    | högt uppsatta personer (doktorer, jurister, politiker, kungligheter)                                                 |
| 排 |    | pái     | föremål som står i rader (stolar)                                                                                    |
| 盘 |    | pán     | platta föremål (videokassetter)                                                                                      |
| 批 |    | pī      | människor, gods, m.m.                                                                                                |
| 匹 |    | pǐ      | häster och andra riddjur, textilier i rullar                                                                         |
| 篇 |    | piān    | uppsatser, artiklar                                                                                                  |
| 片 |    | piàn    | "skiva"; platta föremål som bröd- eller köttskivor.                                                                  |
| 瓶 |    | píng    | "flaska"; drycker (serverade i flaskor)                                                                              |
| 期 |    | qī      | tidningar |
| 群 |    | qún     | "grupp", "hjord" |
| 首 |    | shǒu    | sånger, dikter musik                                                                                                 |
| 束 |    | shù     | buntar |
| 双 | 雙 | shuāng  | föremål som förekommer parvis                                                                                        |
| 艘 |    | sōu     | skepp, båtar |
| 所 |    | suǒ     | byggnader |
| 台 |    | tái     | tyngre föremål som TV-apparater och diskmaskiner, föreställningar (teater, opera)                                    |
| 堂 |    | táng    | delar av föreläsningar, uppsättningar av möbler                                                                      |
| 趟 |    | tàng    | schemalagda transporter                                                                                              |
| 套 |    | tào     | "uppsättning"; böcker, tidskrifter, samlingsföremål                                                                  |
| 条 | 條 | tiáo    | cylindriska eller avlånga föremål (flaskor, fiskar, byxor)                                                           |
| 头 | 頭 | tóu     | "huvud"; nyttodjur som svin och kor, hår                                                                             |
| 团 |    | tuán    | "boll"; runda eller upprullade föremål (garnnystan)                                                                  |
| 位 |    | wèi     | artigt måttsord för (andra) människor                                                                                |
| 项 |    | xiàng   | projekt |
| 样 |    | yàng    | diverse föremål av olika typer                                                                                       |
| 盏 |    | zhǎn    | ljusanordningar (vanligtvis lampor och armaturer)                                                                    |
| 张 | 張 | zhāng   | "lakan"; platta föremål (papper, bord, etc.), ansikten, bågar, tavlor, biljetter, stjärnbilder (!)                   |
| 阵 |    | zhèn    | "kastvind", "utbrott"; händelser med kortvariga händelseförlopp (oväder, stormbyar)                                  |
| 支 |    | zhī     | föremål som liknar pinnar (pennor, ätpinnar)                                                                         |
| 只 | 隻 | zhī     | ett av ett antaget par, vissa djur (fåglar, katter, spindlar)                                                        |
| 枝 |    | zhī     | alternativ form av 支, kan användas för gevär eller rosor.                                                           |
| 种 |    | zhǒng   | sorter för av föremål                                                                                                |
| 坐 |    | zuò     | stora strukturer eller berg                                                                                          |

## Verbklassificerare
| 1  | 2 | Pinyin | Användning |
| 遍 |   | biàn   | antal gånger en handling avslutats                                                                                    |
| 场 |   | chǎng  | en händelse som sker inom ramen för en annan händelse                                                                 |
| 次 |   | cì     | gånger (till skillnad från 遍 så tillvida att 次 anger hur många gånger oavsett om handlingen är avslutad eller inte) |
| 顿 |   | dùn    | handlingar som inte upprepas                                                                                          |
| 回 |   | huí    | händelser (vardagsspråk)                                                                                              |
| 声 |   | shēng  | rop, skrik, hojtande                                                                                                  |
| 趟 |   | tàng   | resor, besök, utflykter                                                                                               |
| 下 |   | xià    | kortvariga och ofta plötsliga handlingar                                                                              |

## Informella varianter
I vardagligt tal används 俩 (liǎ) ibland istället för 两个 (liǎng ge, "två stycken...") och blir därmed ett måttsord för tvåtal av något. Samma sak gäller för 仨 (sā), som anger tre föremål av det generella måttsordet 个.

## Exempel
Färgkodermåttsord i grönt och berörda substantiv i lila.
- 去年我骑了一匹马。

I fjol red jag på en häst.
- 这台电视看了一次就坏了。

Den här TV:n gick sönder efter bara en användning.
- 我订了这两班车。

Jag har reserverat biljetter till de här två bussarna.
- 下完这阵雨我才会爬那座山。

Först efter att regnet har upphört kommer jag bestiga det där berget.
- 一根头发。

Ett hår, ett hår strå (strå av hår).
- 五分(钟)。

Fem minuter(s tid)
- 十天(时间)。

Tio dagar(s tid)
- 百头牛。

Hundra stycken boskapsdjur.
- 一个苹果。

Ett äpple
- 一斤苹果。

Ett halvkilo äpplen.
- 一些苹果。

Några äpplen, en "grupp" äpplen.
Exempel med demonstrativa och interrogativa pronomen:
- 这本书多少钱？

Vad kostar den här boken?
- 我还要那件衬衫。

Jag vill ha den där skjortan också.
- 我们哪天到他家里去？

När (eg. vilken dag) ska vi åka hem till honom?